# USS Congress (1799)
La USS Congress fue una fragata de la Armada de los Estados Unidos de tres mástiles, casco de madera y 38 cañones. Fue bautizada por el presidente George Washington y construida por James Hackett en Portsmouth (Nuevo Hampshire).

## Historial
Botada el 15 de agosto de 1799, fue una de las seis primeras fragatas de la armada estadounidense que había autorizado el Acta Naval de 1794. Todas estas fragatas fueron diseñadas por Joshua Humphreys, quien las dotó de mayores dimensiones y armamento que cualquier otra fragata coetánea para así servir como los primeros buques capitales de la recién creada armada norteamericana. 
Sus primeras funciones fueron ofrecer protección a la marina mercante estadounidense durante la Cuasi-Guerra contra Francia y derrotar a los piratas berberiscos en la Guerra de Trípoli librada en el mar Mediterráneo. Durante la Guerra anglo-estadounidense de 1812 la fragata efectuó varias largas travesías en compañía de su buque gemelo President y llegó a capturar o ayudar en la captura de veinte barcos mercantes británicos. A finales de 1813, y debido a la falta de materiales para repararla, la fragata pasó a la reserva y allí permaneció el resto del conflicto. Regresó al servicio en 1815 para intervenir en la Segunda guerra berberisca y completó varias patrullas en 1816. En la década de 1820 ayudó a combatir la piratería en las Indias Occidentales del mar Caribe, realizó varios viajes a Sudamérica y se convirtió en el primer barco de guerra estadounidense en recalar en China. La Congress estuvo amarrada en puerto los últimos diez años de su carrera sirviendo como alojamiento para cadetes y en 1834 se ordenó su desguace.